# Nemacheilus cleopatra
Nemacheilus cleopatra és una espècie de peix d'aigua dolça de la família dels balitòrids i de l'ordre dels cipriniformes.
A l'estadi adult poden atènyer fins als 8 cm de longitud total. Es troba al Vietnam.